# غوردال دويار
غوردال دويار (20 أغسطس – 18 أبريل 2004) نحات تركي اشتهر بشكل خاص بالنصب التذكارية التي تجسد شخصية كمال أتاتورك وتماثيل لشخصيات أخرى مشهورة. صنف فنّه ضمن الأسلوب التعبيري المعاصر المتوازن مع الأسلوب التجريدي. يعتبر أحد رواد النحت التصويري المعاصر في تركيا. بالرغم من أن دويار كان رسامًا واشتهر بالعديد من الرسومات إلا أن أشهر أعماله هي منحوتات يمكن مشاهدتها في حدائق وأحياء سكنية مختلفة في إسطنبول.
كان دويار طالبًا لدى النحات الألماني رودولف بيلينغ والنحات التركي علي هادي بارا في أكاديمية إسطنبول للفنون الجميلة، وذلك قبل تخرجه وإقامته لبعض الوقت في الخارج. عمل كنحات مستقل وبشكل خاص نحت التماثيل في بلجيكا وفرنسا وسويسرا في بداية مسيرته المهنية. اشتهر بعد عودته إلى تركيا بنحت التماثيل التي تجسد شخصية الملك أتاتورك بعد أن جذب الانتباه إليه من خلال نصب أتاتورك التذكاري في يوشاك عام 1965. أنجز العديد من النصب التذكارية الأخرى لأتاتورك في جميع أنحاء تركيا في الفترة اللاحقة وأقام كذلك أول معرض لأعماله في عام 1968.
تعرضت العديد من أعماله التي نفذها لاحقًا خلال مسيرته المهنية للتلف أو الإزالة أو الضياع. من أكثر الأعمال التي أثارت الجدل، إزالة منحوتة غيوزيل إسطنبول عام 1974. انتسب إلى جمعية النحاتين الأتراك العليا وأوكل إليه العديد من الأعمال لتنفيذها خلال السنوات اللاحقة مثل النصب التذكاري لبورظان إسماعيل (1972)، وصرح آزيك سيرياني (1976) وصرح كايسيري أتاتورك (1977). أقام دويار لمنحوتاته ولوحاته معارضًا فنية مفردة وأخرى مشتركة مع فنانين آخرين. بعض من منحوتاته الأخرى شيرلير سوفاسي (1998) وصرح السلام عبدي إيبيكتشي (2000) ونيكاتي جومالي (2002)، وهناك العديد من أعماله الأخرى التي يمكن مشاهدتها في حديقة سانتاتشيلار. توفي دويار في عام 2004 في إسطنبول عن عمر 69 عامًا.

## النشأة وأعماله
ولد غوردال دويار في عام 1935 في إسطنبول وكان الابن الأصغر لفيكري دويار ونيزاهات دويار، نيي إريشكين. أخوه الأكبر إردال دويار (1975-1927) وأخته نيشي آيبي (2015-1930) الابنة الوسطى والوحيدة بين أخويها التي أصبحت رسامة منمنمات معروفة تخرجت من أكاديمية الفنون الجميلة في المدينة ودرّست فيها لاحقًا.
التحق دويار بمدرسة هايدارباشا في إسطنبول. بدأ دراسته للفنون بعد إنهائه للمدرسة الإعدادية عام 1951 التحق بالدروس الفنية للمدرسة الثانوية في كلية النحت التابعة لأكاديمية الفنون الجميلة في المدينة وكان ذلك ممكنًا حينها وفق النظام الحكومي المتبع. كان طالبًا لدى النحات الألماني رودولف بيلينغ في الأكاديمية التي تسمى اليوم جامعة ميمار سنان للفنون الجميلة. دخل قسم النحت التابع للأكاديمية في عام 1952 ودرس في معرض علي هادي بارا. تعلم أيضًا من زوتو موريدأوغلو وإلهان كومان خلال دراسته في الأكاديمية. عرضت واحدة من منحوتاته عندما كان في عمر السابعة عشرة في متحف النحت والرسم في قصر دولماباتشي، وعندما كان في عمر التاسعة عشرة عرض عمل له أيضًا في متحف المدينة للرسم والنحت. تخرج من الأكاديمية في عام 1959 وأصبح حينها فنانًا مستقلًا.
عمل دويار بعد انتهائه من دراسته في الأكاديمية في بلجيكا وفرنسا وسويسرا لبعض الوقت ونفّذ عددًا من التماثيل إلى جانب دراسته الهندسة المعمارية. خلال هذا الوقت الذي قضاه في الخارج طور مهاراته في نحت الحجر خلال عمله مع النحات ليون بيرين وهو صديق مقرب لكوربوزيه. من أوائل أعماله الأساسية تمثال بطول 1.5 متر لكمال أتاتورك أوكل إليه من قبل بلدية دوتسي عام 1962. من ضمن أعماله الأولى أيضًا: بورتريه بيلغ ورأس امرأة وعرض العملان في متحف الفن والنحت في مدينة إسطنبول.

## الازدهار المهني (1973-1963)
عاد دويار إلى إسطنبول نحو عام 1963. كان هناك في تلك الفترة حملة تبرعات تقوم بها صحيفة ميليت لإقامة تماثيل لأتاتورك في بعض المقاطعات. كان دويار أصغر المتقدمين إلى المسابقة لاختيار النحاتين الذين سينفذون هذه المنحوتات. كان الأصغر بين الفائزين الثمانية وأصبح النحات المخصص لولاية أوشاك. بلغ طول منحوتة دويار 7.5 متر (25 قدم) وتجسد شخص أتاتورك مرتديًا معطفًا تقليديًا ويده اليسرى ممدودة للأعلى جانبًا أما يده اليمنى أمام صدره في حركة معينة.
كانت منحوتات دويار لشخصية أتاتورك تختلف عن باقي المنحوتات الأخرى التقليدية التي صممت وفق أسلوب أكاديمي. وضع النصب التذكاري في 10 نوفمبر من عام 1965 في نفس الحديقة التي تحتوي أيضًا على تمثال آخر لدويار يجسد هيئة جندي غير معروف عام (1964). كان صرح أوشاك المجسد لشخصية أتاتورك أول عمل رئيسي حقق دويار من خلاله الازدهار واكتسب شهرة في مجال النحت. كُلّف خلال العقد المقبل بتنفيذ العديد من الأعمال المشابهة في كل أنحاء تركيا واشتهر بشكل خاص بنحت تماثيل أتاتورك.
أقام معرضه الشخصي الأول في معرض تقسيم للفنون عام 1968 وأقام كذلك معرض شخصي آخر عام 1970. شارك من وقت لآخر في معارض مشتركة من ضمنها تلك التي نظمتها جمعية النحاتين العليا في تركيا التي كان عضوًا فيها.